# 松本臨空工業団地
松本臨空工業団地（まつもとりんくうこうぎょうだんち）は、長野県松本市に位置する長野県下一の規模を誇る工業団地。

## 用地
- 工業専用地域に該当する。
- 造成面積 60ha
- 新規造成面積 20ha

## 進出企業
- (株)アカダプレーティング　金属表面処理
- アサヒ酵母(株)	パン酵母、パン製造、据付
- (株)アラックス	各種機械、重量物運送、備付
- アルプステクノ事業協同組合　研修生派遣
- (株）エーアイテック　産業用省力化機械の設計開発
- エイコー測器(株)	工業用計測器
- 栄光運輸(株)	運送業
- (株)エクセルカイジョー	超音波応用機器、半導体製造装置
- NECソフト(株)　コンピュータに関するソフトウェア開発
- （株）荏原製作所　松本営業所	汎用ポンプ送風機販売・試運転保守サービス
- エンジニアリングシステム(株)	産業用省力化機械の設計開発、医療機器航空機開発
- (株)オーティーマシン	一般金属加工
- 上條鋼材(株)　　鋼鉄製品加工販売
- (有)上條紙工	ダンボール加工
- (株)関東甲信クボタ	農業機械、開発・製造・販売・修理
- （株）カンノ	アルミニウム二次合金製造
- 菊池運輸(株)　松本営業所	一般貨物自動車運送業、倉庫業
- キッセイコムテック(株)	ソフトウェア開発、システム運用管理
- (株)小池電機　自動車制御機器関連製造
- 三枝塗料(株)	塗料調色加工
- 佐藤商事(株)　	鋼鉄、非鉄金属加工、販売
- サンコーミタチ(株)　	電動工具の製造・販売
- サンフーズ(株)　 運送業
- (株)SYNAX	各種ICハンドラー
- (株)信濃交産　松本営業所	一般貨物自動車運送業倉庫管理業
- (株)シナノ電子技研	電子回路実装、コンピュータ関連の製品組立て
- 相互金属（株）	各種鋼板加工
- (株)創和	各種工業用精密部品の製造販売
- ダイナテック(株)	金属等表面処理加工業
- (株)タカノ　　情報機器、半導体、液晶機器
- (株)高山製作所	建設用鉄骨、鋼材組立加工
- (株)辰巳商会	建設機械販売修理、地質・環境汚染調査
- 田中製氷冷凍(株)	氷製造卸　営業冷蔵庫業
- (株)中央メディカル	医療用機器販売
- (株)デイリーはやしや	米飯惣菜等商品開発・製造
- (株)デリカ　農業・産業機械製造販売
- （株）トーヨータイヤジャパン　	自動車用タイヤ等の卸売業
- 東洋計器(株)	水道、ガス用メーター、集中監視システム
- (株)鬨一精機	液晶・半導体検査装置部品、大物機械部品、モールドベース・治具試作品等加工
- トヨタカローラ南信(株)	自動車物流センター
- (株)ナガタ運輸	運送業
- (一社)長野県労働基準協会連合会松本安全衛生センター	労働安全衛生教育・講習、健康診断、作業環境測定
- ニッキトライシステム（株）	製造業の総合商品開発サポート
- （株）二光印刷	印刷業
- （株）日本アクセス	総合食品卸売業
- 日本コマック(株)	住宅建材の輸入販売
- (株)日本デジタル研究所	コンピュータシステムの開発、ソフトウエア開発
- 日本連合警備(株)ビジネスセンター	機械、輸送、常駐警備、ホームセキュリティー、現金総合管理、駐車場管理
- ネオ製薬工業(株)	歯科用医薬品、歯科材料、歯科関連製品開発・製造
- (株)ハーモニックプレシジョン	クロスローラーベアリング製造・販売
- (株)萩野鉄筋加工センター	土木・建築鉄筋加工　取付一式
- パシフィックエース(株)	自動販売機卸、修理
- ビーム電子工業(株)　フレネルレンズ、ハイブリッドIC加工製造
- 藤田金属(株)松本コイルセンター	普通鋼圧延鋼材販売
- 松本電気工業(株)	鉄道信号機、交通信号機の電気工事
- (株)マルモ機材	ボルト、ナット及び関連部品
- (株)Minoriソリューションズ	システム開発・システム機器販売
- 百瀬機工(有)	各種製缶、、折曲加工、土木建設関係機器製作
- (株)ユアｰテクノ	電気工事、電気通信工事
- UDトラックスジャパン(株)	トラック・バス補修部品等の販売・整備
- (株)ユタカ　松本工場	各種ガス流量計、半導体製造ガス用圧力調整器
- (株)臨空モールド	オーディオ、ナビ組立
- (有)レジン松本	プラスチック部品成形
- レンゴー(株)　長野工場	ダンボールシート製造販売
- (株)ＷＡＫＯ　松本工場	ハイブリッドIC、電子部品加工

## アクセス
- 鉄道
  - 松本駅（篠ノ井線 / 大糸線 / アルピコ交通上高地線） - 11 km 約30分
  - 塩尻駅（中央本線 / 篠ノ井線） - 14 km 約30分
  - 村井駅（篠ノ井線） - 6 km 約10分
  - 新村駅（アルピコ交通上高地線） - 5 km 約10分
- 長野自動車道
  - 塩尻北IC - 6 km 約10分
  - 松本IC - 8 km 約15分
- 松本空港 5 km - 約10分